# فرنسيسكو كارلوس مارتينز فيدال
فرنسيسكو كارلوس مارتينز فيدال (بالبرتغالية: Francisco Carlos Martins Vidal) (4 سبتمبر 1962 في البرازيل - ) هو لاعب كرة قدم برازيلي في مركز الهجوم، شارك في الألعاب الأولمبية الصيفية 1984. ولعب مع أتلتيكو باراناينسي وأتلتيكو براغانتينو وبوتافوغو ريغاتاس وجمعية بورتوغيزا الرياضية ونادي بونتي بريتا ونادي سانتوس ونادي كوريتيبا ونادي كورينثيانز ونادي إيتوانو ونادي ريمو ونادي اتلتيكو سوروكابا.

## وصلات خارجية
- فرنسيسكو كارلوس مارتينز فيدال على موقع الاتحاد الدولي (مؤرشف)  (الإنجليزية)
- فرنسيسكو كارلوس مارتينز فيدال على موقع قاعدة بيانات كرة القدم.إي يو (الإنجليزية)
- فرنسيسكو كارلوس مارتينز فيدال على موقع أوليمبيديا (الإنجليزية)
- فرنسيسكو كارلوس مارتينز فيدال على موقع اللجنة الأولمبية البرازيلية (البرتغالية)